# フューネラル (映画)
『フューネラル』（原題：The Funeral）は、1996年制作のアメリカ合衆国のクライム映画。アベル・フェラーラ監督。マフィアの三兄弟がたどる血の宿命の悲劇を描く。タイトルの意味は「葬儀」。第53回ヴェネツィア国際映画祭助演賞受賞（クリス・ペン） 。
日本でのビデオタイトルは『フューネラル/流血の街』。

## あらすじ
1930年代半ばのニューヨークで、三兄弟が仕切るマフィアのテンピオ一家の三男ジョニーが何者かに殺された。ファミリーのドンで冷徹な長男レイと、気が短い次男チェズは復讐を誓い、犯人探しに奔走する。
そして、かねてから対立していたガスパーが犯人だとにらみ、彼を捕らえて訊問するが、やがて事態は思わぬ方向へ…。

## キャスト
- レイ・テンピオ：クリストファー・ウォーケン（吹替：野沢那智）
- チェズ・テンピオ：クリス・ペン（吹替：堀内賢雄）
- ジョニー・テンピオ：ヴィンセント・ギャロ（吹替：山路和弘）
- ガスパー・スポグリア：ベニチオ・デル・トロ（吹替：荒川太郎）
- クララ・テンピオ：イザベラ・ロッセリーニ（吹替：宮寺智子）
- ジーン：アナベラ・シオラ（吹替：田中敦子）
- ブリジット：アンバー・スミス
- ビリー：フィル・ネルソン
- ヘレン：グレッチェン・モル
- サリ：ジョン・ヴェンティミリア
- マイケル：デヴィッド・パトリック・ケリー
- バッコ：フランク・ジョン・ヒューズ
- ジュリアス：ヴィクター・アルゴ
- エンリコ：ロバート・ミアノ

※新盤DVDには吹替音声未収録。